# Nitro Zeus
Nitro Zeus è il nome in codice di un progetto di cyberattacchi contro l'Iran nel caso in cui gli sforzi diplomatici per limitare il programma nucleare iraniano fossero stati vani. Venne elaborato dall'amministrazione Bush e proseguì sotto l'amministrazione Obama. Il programma Nitro Zeus venne pensato per disabilitare le difese aeree dell'Iran, così come i sistemi di comunicazione e la rete elettrica. È stato accantonato dopo l'accordo nucleare tra Iran e altre sei nazioni (Stati Uniti, Francia, Germania, Cina, Russia e Regno Unito oltre che all'Unione Europea). Il progetto venne visto come un'alternativa ad una guerra in larga scala, viste le crescenti tensioni tra Stati Uniti, Iran e Israele negli anni 2010-2011 (fu proprio quello il periodo in cui vennero anche uccisi diversi scienziati nucleari iraniani).
L'esistenza del programma Nitro Zeus venne rivelata per la prima volta da Alex Gibney nel suo documentario Zero Days, proiettato al 66º Festival Internazionale del Cinema di Berlino.